# Björkborns kanal
Koordinaten: 59° 20′ 8″ N, 14° 32′ 40″ O
Björkborns kanal (deutsch Björkbornkanal) war eine Verkehrsverbindung in Form eines Kanals, der anstelle einer Nebenbahn für den Gütertransport zwischen dem Bahnhof Bofors in das Industriegebiet von Karlskoga in Örebro län führte. Das Gebiet wurde Björkborns bruk (deutsch Björkborns-Mühle) genannt.
Björkborn besitzt ein Herrenhaus, Björkborns herrgård. Dieses Haus diente Alfred Nobel als Wohnung, als er Bofors bruk in Karlskoga übernahm. Björkborns bruk liegt am Timsälven.

## Geschichte
Bereits 1780 äußerte Hofjunker Johan Henrik af Geijerstam in einer akademischen Abhandlung die Absicht, eine bessere Verkehrsverbindung zwischen Filipstad und Vänern zu errichten. Ein erwähnenswertes Projekt war die Kanalisierung über den Timsälven von Bofors über Degerfors nach Gullspång. Seine Vorschläge fanden aber kein Gehör.
Der ursprüngliche Plan der Nora–Karlskoga järnväg sah den Bau einer Nebenbahn in das Industriegebiet vor. Später wurde dieser Plan geändert. Nun sahen die Planungen die Errichtung eines 2,14 Kilometer langen Kanals, der durch die Seen Lonn und Alkvettern führte, vor. Dieser Kanal begann am Timsälven, der den südlichsten Teil des Bergslagskanalen bis Karlskoga bildet und führte von der Mühle in die Nähe des Bahnhofes von Bofors. Dort verband ein Nebengleis vom Bahnhof den Hafenplatz am Kanalufer.
Die Konzession für den Bau wurde am 3. Januar 1873 erteilt. Die Verträge für den Kanalbau waren bereits ein Jahr zuvor mit einer Bausumme von 5.000 Pfund je englischer Meile unterzeichnet worden.
Der Kanal wurde im März 1874 eröffnet. Er wurde nur wenig benutzt und später doch durch einen Gleisanschluss ersetzt. Der Kanal existiert heute noch, es erfolgt jedoch keine Instandhaltung und kein planmäßiger Verkehr mehr. Um die Vegetation im zuwachsenden Kanal einzudämmen, wurden Karpfen in den Kanal eingesetzt.